# Louise Archambault
Louise Archambault es una guionista y directora de cine de Canadá. Conocida por su primer largometraje, Familia, que le valió un premio Claude Jutra en 2005.
A lo largo de su carrera profesional ha dirigido numerosos cortometrajes, incluidos Atomic Sake, Lock, Petite Mort y Kluane. Su película de 2013, Gabrielle fue presentada en el Festival Internacional de Cine de Toronto, y recibió dos galardones en los Canadian Screen Awards; Mejor Película y Mejor actriz para Gabrielle Marion-Rivard.
Se graduó en Bellas Artes en la Universidad Concordia de Montreal.

## Filmografía
- 2005 : Familia
- 2013 : Gabrielle
- 2017 : Hope
- 2019 : Y llovieron pájaros

## Premios y distinciones
Festival Internacional de Cine de San Sebastián
| Año  | Categoría               | Película            | Resultado |
| ---- | ----------------------- | ------------------- | --------- |
| 2019 | Premio a la Solidaridad | Y llovieron pájaros | Ganadora  |